# 納馬西格
納馬西格（西班牙語：Namasigüe），是洪都拉斯的城鎮，位於該國南部，由喬盧特卡省負責管轄，面積200.90平方公里，海拔高度40米，2001年人口25,144，人口密度每平方公里125.16人。
13°12′N 87°08′W / 13.200°N 87.133°W